# Eleição para governador do Alasca em 1998
A eleição para governador do estado americano do Alasca em 1998 foi realizada em 3 de novembro de 1998 e elegeu o governador do Alasca .A eleição resultou em uma vitória esmagadora do democrata Tony Knowles, que ganhou a eleição de 1994 por apenas 536 votos. Knowles foi o primeiro governador a ser reeleito desde 1978.